# Крекінг-установка у Джубайлі (Sharq)
Крекінг-установка у Джубайлі (Sharq) — нафтохімічне виробництво у центрі нафтопереробної та нафтохімічної промисловості Саудівської Аравії Джубайлі, яке належить Eastern Petrochemical Company.
Лідер саудівської нафтохімічної галузі SABIC з 1980-х здійснювала в Джубайлі масштабне виробництво олефінів через свою дочірню структуру Arabian Petrochemical, при цьому одним з головних споживачів етилену була компанія Eastern Petrochemical (Sharq), створена на паритетних засадах з групою японських інвесторів під керівництвом Mitsubishi. На початку 21 століття SABIC доповнила свої потужності цілим рядом нових установок парового крекінгу, споруджених за участі іноземних інвесторів. Зокрема, в 2010-му почала роботу установка нещодавно згаданої компанії Sharq, що дозволяє випускати 1300 тисяч тонн етилену і 200 тисяч тонн пропілену.
Як сировину для парового крекінгу використовують етан та певну частку пропану. Зріджені вуглеводневі гази надходять до Джубайлю по етанопроводу Джуайма/Беррі – Джубайль, пропанопроводу Джуайма – Джубайль та введеній в дію наприкінці 2010-х багатонитковій системі Васіт – Джубайль (як етан, так і пропан). В подальшому етан та пропан зможуть надходити по багатонитковим системам Танаджиб – Джубайль (з середини 2020-х) та Ріяс – Джубайль (з другої половини 2020-х).
Отриманий з нового виробництва етилен використовується для продукування поліетилену високої щільності та лінійного поліетилену низької щільності (по 400 тисяч тонн), етиленгліколю (700 тисяч тонн) та оксиду етилену (510 тисяч тонн).  